# Redarator bimaculatus
Redarator bimaculatus är en insektsart som beskrevs av William Lucas Distant 1916. Redarator bimaculatus ingår i släktet Redarator och familjen sköldstritar. Inga underarter finns listade i Catalogue of Life.